# 詹姆斯·麥基爾·布坎南
小詹姆斯·麥基爾·布坎南（英語：James McGill Buchanan, Jr.，1919年10月3日—2013年1月9日），經濟學家，以研究公共選擇理論而聞名，他也因此獲得1986年的諾貝爾經濟學獎。

## 人物生平

### 早期生活
布坎南出生於美國田納西州默弗里斯伯勒，是家中的长子。父 James (Scott) Buchanan，母 Lila (Scott) Buchanan，家族有着苏格兰 - 爱尔兰血统。祖父John P. Buchanan曾在19世纪80年代任田纳西州州长。布坎南大学就讀于家鄉的中田納西州立大學（当时名为“中田纳西州教师学院”），並於1940年畢業，每日靠擠牛奶、打工賺取學費，這也塑成他一生清晨四點即起，比別人多工作四個小時毅力。1941年他获得田納西大學科学碩士學位（M.S.）。第二次世界大戰時，奉派前往紐約的海軍戰爭學院，后来在夏威夷为尼米兹上将当参谋。在那里他遇见了秘书 Anne Bakke，两人在1945年10月5日成婚。

### 学术生涯
布坎南年轻时自认为是社会主义者，当时他并不知道芝加哥大学超强的市场导向经济学。 他在那里的学习，尤其是在芝加哥经济学派先驱法兰克·奈特的指导下，使他转变为“热衷于市场秩序的倡导者”。1948年，布坎南获得芝加哥大学的博士学位，博士论文为有关“联邦政府的财政公平”，该论文深受奈特的影响。也是在芝加哥，他第一次读到了瑞典经济学家努特·维克塞尔的著作。从那以后，奈特和维克塞尔的照片被他挂在办公室的墙上。布坎南虽未在芝加哥大学任职，但与芝加哥经济学派关系密切。
1983年，布坎南受聘為維吉尼亞州喬治梅森大學的教授，布坎南在那裡領導的公共選擇理論學派還被人稱為「政治經濟學的維吉尼亞學派」。他也曾在維吉尼亞大學（在那裡創建了湯瑪斯·傑佛遜研究中心）、洛杉磯加利福尼亞大學、以及維吉尼亞理工大學任教。布坎南始終輕視所谓東岸紐約的知識菁英（如華府經濟顧問，哈佛大學教授約翰·加爾布雷斯）。

### 逝世纪念
布坎南于2013年1月9日在弗吉尼亚州布莱克斯堡逝世，享年93岁。《纽约时报》评论称，支持公共选择理论的诺贝尔经济学奖获得者影响了“一代关于赤字，税收和政府规模的保守思想”。德国报纸《Badische Zeitung》称布坎南展示了政治家如何破坏公平和简单的税收制度，是“新政治经济学的创始人”。他的遗产在中田纳西州州立大学荣誉学院设立了奖学金。

## 学术思想
布坎南的研究重心集中在公共财政，公共债务，投票，總體經濟學，宪法经济学和自由主义理论等领域。
布坎南在1962年與戈登·圖洛克合著的《同意的計算》（The Calculus of Consent）一書被視為是創立公共選擇學派的里程碑。尤其因為本書探討了一個自由社會下的政治結構，然而兩人所使用的研究方式和概念，在本質上卻是「源自於研究一個社會的經濟架構的學科」。
《同意的计算》一書主張政府決策也是經濟活動的一部分，而非在經濟以外的影響層面。也因此，在研究公共層面時也必然需要研究集體決策的形成。書中還主張憲法是用以劃清私人和公共層面的分隔線。
布坎南在財政法規理論上寫下大量著作，他的《徵稅權》（The Power to Tax）一書則是研究財政決策如何達成的開創性著作。布坎南的作品通常都挑戰了學界傳統上對於政治決策過程中人類追求私利的影響力的忽視。
公共選擇理論的研究焦點也有積極的與基準的之別，基準的公共選擇理論通常是研究實行怎麼樣的政策「可以」產生理想的結果，而積極的公共選擇研究則是研究政府所實行的某些政策在實踐上「可能」造成怎樣的後果。
他有一个著名假设：「政客或者官僚和所有人一样有利己之心。他们在实践政治时，是为了保住自己的乌纱帽或是增加已有权力，所以，他们还真不见得会做出有益于公众福祉的事情。」

## 学术著作
- 詹姆斯·M·布坎南的著作收藏詹姆斯·M·布坎南所著，在 經濟與自由圖書館（页面存档备份，存于） 可全文閱讀：
- Public Principles of Public Debt: A Defense and Restatement,
- The Calculus of Consent: Logical Foundations of Constitutional Democracy,
- Public Finance in Democratic Process: Fiscal Institutions and Individual Choice,
- The Demand and Supply of Public Goods,
- Cost and Choice: An Inquiry in Economic Theory,
- The Limits of Liberty: Between Anarchy and Leviathan,
- Democracy in Deficit: The Political Legacy of Lord Keynes,
- The Power to Tax: Analytical Foundations of a Fiscal Constitution,
- The Reason of Rules: Constitutional Political Economy,
- Why I, Too, Am Not a Conservative: The Normative Vision of Classical Liberalism (2006)

## 外部連結
- 喬治梅森大學的傳記 （页面存档备份，存于）
- 傳記 （页面存档备份，存于） 來自Concise Encyclopedia of Economics
- C-SPAN內的頁面（英文）
- James M. Buchanan, The Collected Works of James M. Buchanan, vol. 7 (The Limits of Liberty: Between Anarchy and Leviathan) [1975] （页面存档备份，存于）